# Bullet Train Explosion
Pour plus de détails, voir Fiche technique et Distribution.
Bullet Train Explosion (新幹線大爆破, Shinkansen Daibakuha) est un film d'action japonais réalisé par Shinji Higuchi sorti le 23 avril 2025 sur la plateforme Netflix. Il s'agit d'une suite au film Super Express 109 de Jun'ya Satō, sorti en 1975,,,,.

## Synopsis
Le Shinkansen Hayabusa 60 à destination de Tokyo voit son trajet perturbé lorsqu'une alerte à la bombe retentit : si le train descend en-dessous des 100 km/h, elle explosera sur-le-champ. Le poseur de bombe demande une rançon de 100 milliards de yens pour désamorcer la bombe, et ainsi sauver les passagers. Commence alors une course contre la montre pour l'équipage du train et le gouvernement afin de déjouer les plans du poseur de bombe.

## Distribution
- Tsuyoshi Kusanagi (en) (VF : Olivier Martret) : Kazuya Takaichi
- Kanata Hosoda (VF : Jean-Stan Du Pac) : Keiji Fujii
- Non (VF : Charlotte Hervieux) : Chika Matsumoto
- Takumi Saitoh (VF : Rémi Caillebot) : Yuichi Kasagi
- Machiko Ono (VF : Olivia Nicosia) : Yuko Kagami
- Jun Kaname (en) (VF : Romain Altché) : Mitsuru Todoroki
- Hana Toyoshima (en) (VF : Thelma Du Pac) : Yuzuki Onodera
- Daisuke Kuroda (VF : Michel Voletti) : Kodai Hayashi
- Satoru Matsuo (en) : Masayoshi Goto
- Suzuka Ōgo : Sakura Ichikawa
- Matsuya Onoe : Yuki Fukuoka
- Kenji Iwaya (VF : Gabriel Le Doze) : Yoshiharu Kawagoe
- Kentaro Tamura (VF : Pascal Nowak) : Kentaro Sasaki
- Naomasa Musaka : Keizo Shinohara
- Pierre Taki (en)
- Yajūrō Bandō (VF : Éric Marchal) : Shigeru Suwa
- Takumi Saitō : Yuichi Kasagi

## Production
Contrairement au film de 1975, la production de Bullet Train Explosion a été soutenue par la East Japan Railway Company, qui a fourni des Shinkansen ainsi que des installations ferroviaires pour le tournage.